# Dê Alpina Comune
Dê Alpina Comune là một quần thể không đồng nhất của dê nhà phân bố rộng rãi trong dãy núi Alps của miền bắc Italy, đặc biệt là ở các vùng của Lombardy và Piemonte. Giống dê này có rất nhiều đặc điểm dị biệt về kích thước, các đặc điểm hình thái như màu sắc, hoa văn của lớp lông, hình dạng và hoạt động tai, theo công dụng.
Giống dê này không có bất kỳ đặc tính đồng nhất nào của một giống dê, ngoại trừ sự khỏe mạnh nhất quán và thích nghi với địa hình núi. Tuy nhiên nó được chính thức công nhận và bảo vệ như một giống dê chính thức. Cái tên của giống dê này: Alpina Comune - "phổ biến", được sử dụng nhiều hơn tại Piemonte; ở Lombardy giống dê này có thể được gọi là Alpina Locale - "địa phương", hoặc đơn giản là Nostrana, có nghĩa là "của chúng ta".

## Công dụng
Alpina Comune được nuôi với công dụng cho thịt và sữa. Năng suất sữa là khoảng 400–600 kg cho mỗi chu kỳ 180–270 ngày. Sữa được sử dụng để làm pho mát, pho mát caprino tinh khiết hoặc sữa hỗn hợp, bao gồm Toma, Raschera, Bra và robiola. Dê con thường bị giết mổ với trọng lượng 10–13 kg; thịt của dê trưởng thành được sử dụng để làm salumi như violino, prociutto thịt dê. Các sản phẩm thay đổi từ nơi này sang nơi khác tùy thuộc vào truyền thống địa phương của khu vực.